# ボイラー据付け工事作業主任者
ボイラー据付け工事作業主任者（ボイラーすえつけこうじさぎょうしゅにんしゃ）は、2006年3月31日まで労働安全衛生法に規定されていた作業主任者のひとつである。ボイラー据付け工事作業主任者技能講習を修了した者の中から選任されることとなっていた。なお、2004年3月30日までは送り仮名を付さない「ボイラー据付工事作業主任者」が正式名称であった。
2006年4月1日に法令改正が施行され、ボイラー据付け工事作業主任者の制度（技能講習を含む）は廃止。現在は、事業者が、能力を有する者の中から「ボイラー据付け作業の指揮者」を指名すればよいこととなっている。

## 概要
ボイラーの据付け工事の指揮・監督を行うことが職務とされていた。

## 技能講習
- 社団法人日本ボイラ整備据付協会が主催していた。

### 講習科目
1. ボイラーの構造、取扱い及び燃料に関する知識
2. ボイラーの基礎、れんが積み及び断熱の工事に関する知識
3. ボイラーの本体及び附属設備等の据付けに関する知識
4. 関係法令
5. 修了試験

### 受講資格
- 大学又は高等専門学校でボイラー関係の講座・学科を修めて卒業し、実務経験が2年以上の者
- 高等学校又は中等教育学校でボイラー関係の講座・学科を修めて卒業し、実務経験が5年以上の者
- 実務経験が8年以上の者
- 特級ボイラー技士免許所持者で、実務経験が2年以上の者
- 一級ボイラー技士免許所持者で、実務経験が5年以上の者